# Fritz Berckhemer
Fritz Karl Hermann Berckhemer (* 25. Mai 1890 in Stuttgart; † 2. September 1954 ebenda) war ein deutscher Paläontologe.

## Leben

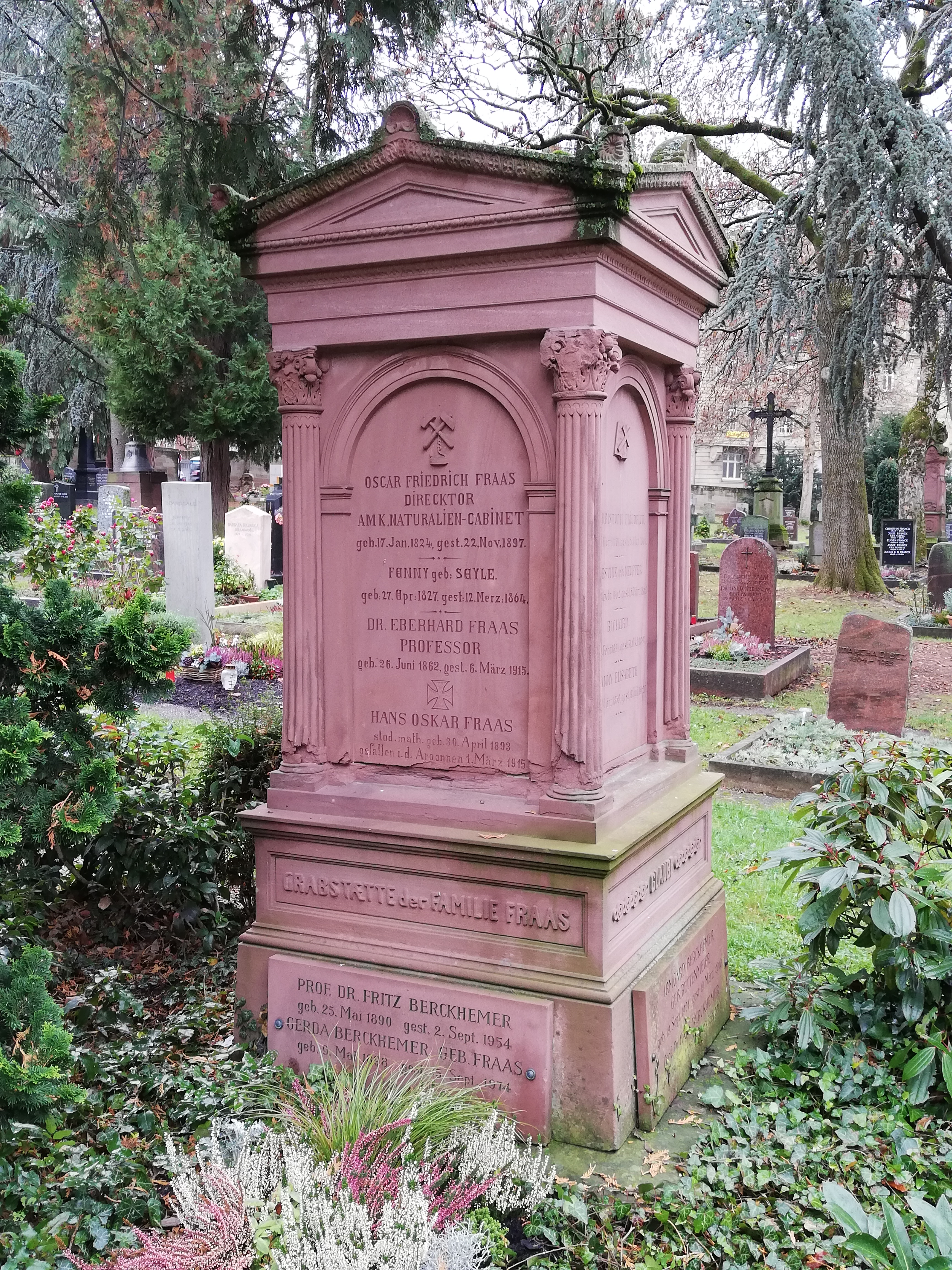
Grabstätte auf dem Stuttgarter Fangelsbachfriedhof

Berckhemer studierte nach dem Abitur (1909) an der Wilhelms-Realschule in Stuttgart Naturwissenschaften an der TH Stuttgart, wobei er Assistent des Mineralogen und Geologen Adolf Sauer (1852–1932) war. Er wurde 1913 an der Universität Tübingen bei Josef Felix Pompeckj promoviert mit einer Arbeit über den Malm epsilon in Schwaben. Danach war er Austausch-Kurator für Paläontologie an der Columbia University bei Amadeus William Grabau. Im August 1914 trat er bei Kriegsausbruch die Rückreise auf einem Schiff an welches im Ärmelkanal aufgebracht wurde. Er und weitere Passagiere wurden gefangen genommen und auf der Ile Longue bei Brest von den Franzosen bis 1919 interniert. Er war ab 1919 Assistent am Naturalienkabinett in Stuttgart bei Martin Schmidt. 1921 wurde er dort zweiter Konservator und 1925 Leiter der geologischen Abteilung als Nachfolger von Martin Schmidt. 1926 wurde er Hauptkonservator. 1930 wurde er Privatdozent für Paläontologie an der TH Stuttgart und 1949 Honorarprofessor. Nachdem er schon ab 1948 häufiger krank war, ging er 1953 auf eigenen Wunsch in Pension.
Er befasste sich vor allem mit dem oberen weißen Jura von Baden-Württemberg, dessen Stratigraphie und dessen Ammoniten und setzte als Hauptkonservator die Arbeit von Eberhard Fraas fort, wobei er auch die Neuauflagen von dessen Museumsführer besorgte. Er untersuchte auch den Böttinger Marmor und dessen Fossilien.
1931 stieß er bei Ausgrabungen in der Irpfelhöhle auf die Spuren von Neandertalern. 1933 beschrieb er den fossilen Menschen-Schädel von Steinheim an der Murr, der im Juli 1933 in einer Kiesgrube entdeckt worden war (und von ihm und vom Präparator Max Böck geborgen wurde). 1936 wurde der Schädel von ihm als Homo steinheimensis benannt.
Er war mit Gerda Fraas, der Tochter von Eberhard Fraas, verheiratet, dem früheren Direktor des Stuttgarter Naturalienkabinetts.
Er ist der Vater des Geophysikers Hans Berckhemer.
1952 wurde er Ehrenmitglied der Paläontologischen Gesellschaft und des Oberrheinischen Geologischen Vereins. 1931 bis 1937 gab er die Paläontologische Zeitschrift heraus.
Seine letzte Ruhestätte fand er im Familiengrab seiner Schwiegereltern auf dem Fangelsbachfriedhof in Stuttgart.

## Schriften
- Württembergische FossilkundeI. In: Württembergische Studien. Festschrift zum 70. Geburtstag von Professor Eugen Nägele. Silberburg-Verlag, Stuttgart 1926, S. 42–57.
- Untersuchungen über die Meerkrokodile des schwäbischen oberen Lias. In: Paläontologische Zeitschrift, Bd. 10 (1927), S. 60–64
- Die Sprache der Steine. 48 Fossilbilder nach Belegen des Museums, Reihe Schöne Bücher, Stuttgart 1950, 1951 (englische Übersetzung The language of rocks, New York 1957).
- mit Helmut Hölder: Ammoniten aus dem Oberen Weißen Jura Süddeutschlands, Geologisches Jahrbuch (Bundesanstalt Geowiss.), Beiheft, Band 35, 1959